# Ящерицы
Я́щерицы (лат. Lacertilia, ранее Sauria) — парафилетическая группа пресмыкающихся отряда чешуйчатых, традиционно рассматриваемая в ранге подотряда. Включает всех чешуйчатых, кроме змей и двуходок (обе группы — потомки ящериц). Змеи близко родственны игуанообразным и веретеницеобразным ящерицам, образуя вместе с ними кладу Toxicofera. В соответствии с принципами кладистической классификации ящерицы могут быть разделены на 7 самостоятельных подотрядов (основных клад): веретеницеобразные (Anguimorpha), гекконообразные (Gekkota), игуанообразные (Iguania), червеобразные (Dibamia), настоящие (Lacertiformata), Scinciformata и Teiformata.
Согласно базе данных The Reptile Database, по состоянию на декабрь 2024 года известно более 7700 видов ящериц.

## Особенности строения
В отличие от змей, у большинства ящериц (за исключением некоторых безногих форм) имеются в той или иной степени развитые конечности. Хотя безногие ящерицы внешне похожи на змей, у них сохраняется грудина, а у большинства — пояса конечностей; в отличие от змей, левая и правая половины челюстного аппарата неподвижно сращены. Характерным признаком подотряда является также неполное окостенение передней части мозговой коробки и не более двух крестцовых позвонков. У безногих ящериц глаза, как правило, снабжены подвижными раздельными веками, в то время как у змей веки срослись, образовав на глазах прозрачные «линзы». Также они отличаются рядом других особенностей, таких например, как строение и структура чешуи.

### Кровеносная система
Сердце ящериц трёхкамерное, имеет два предсердия и один желудочек, разделённый на три части: венозная полость, артериальная полость и лёгочная полость. В венозную полость поступает бедная кислородом кровь из правого предсердия, а в артериальную — богатая кислородом кровь из левого предсердия. Из сердца кровь выходит через лёгочную артерию, берущую начало в лёгочной полости и две дуги аорты, отходящие от венозной полости. Парные левая и правая дуги аорты за сердцем сливаются в спинную аорту. Все три полости сердца ящериц сообщаются, но мышечный лоскут и двухфазное сокращение желудочка минимизируют смешивание крови (шунтирование) при нормальной активности. Бедная кислородом кровь поступает из венозной полости в лёгочную, атриовентрикулярный клапан препятствует её смешиванию с богатой кислородом кровью из артериальной полости. Затем сокращение желудочка выталкивает эту кровь из лёгочной полости в лёгочную артерию. Атриовентрикулярный клапан затем закрывается, что позволяет богатой кислородом крови из артериальной полости поступать в венозную и покидать сердце через дуги аорты. Таким образом, трёхкамерное сердце ящериц функционально сходно с четырёхкамерным. Вараны также имеют развитое разделение лёгочного и системного кровяного давления. Тем не менее, контролируемое шунтирование возможно и играет физиологическое значение в некоторых случаях, к примеру — при длительном погружении у водных видов.

### Дыхательная система
Носовые солевые железы есть у травоядных видов, таких, как зеленая игуана. Когда возрастает осмотическое давление плазмы крови, избыток натрия и калия удаляется через эти железы. Этот механизм позволяет экономить воду и не должен путаться с заболеваниями дыхательной системы.
У примитивных ящериц легкие представляют собой мешки, разделенные на фавеолы, имеющие губчатую структуру. У более развитых видов легкие поделены на связанные между собой септы. Легкие варанов многокамерные, с бронхиолами, каждая из которых заканчивается фавеолой. У хамелеонов выросты легких образуют мешки, расположенные по краям тела, которые не принимают участия в газообмене, а служат для увеличения тела, например, при отпугивании хищников. У некоторых хамелеонов есть дополнительная доля легкого, расположенная перед передними конечностями. При инфекционных процессах она может наполняться экссудатом и вызывать отек шеи.
Голосовые связки обычно присутствуют и могут быть хорошо развиты, например, у некоторых гекконов, способных издавать громкие звуки.
У ящериц нет диафрагмы и дыхание происходит посредством движения грудной клетки. У варанов и ядозубов имеется незавершенная перегородка, которая отделяет брюшную полость от грудной, но не участвует в дыхании. Голосовая щель обычно закрыта, кроме периодов вдоха и выдоха. Раздувание горла не ведет к усилению дыхания, а является вспомогательным процессом в обонянии. Ящерицы часто раздувают легкие до максимума, чтобы казаться больше в моменты опасности.
Некоторые виды способны к анаэробному дыханию во время отсутствия или задержки нормального.

### Пищеварительная система
Губы ящериц образованы гибкой кожей, но при этом неподвижны. Зубы чаще всего плевродонтные (прикреплены по сторонам челюстей без карманов), у агам и хамелеонов — акродонтные (прикреплены к жевательному краю челюстей без карманов). Плевродонтные зубы в течение жизни замещаются. Акродонтные зубы замещаются только у очень молодых особей, хотя новые зубы могут добавиться к заднему краю челюсти с возрастом. У некоторых агам есть несколько напоминающих клыки плевродонтных зубов на передней части челюсти наряду с нормальными акродонтными зубами. Нужно соблюдать осторожность, чтобы не повредить невосстанавливаемые акродонтные зубы при открывании рта у агамовых и хамелеонов. Болезни периодонта (окружающей зубы ткани) отмечаются у видов с акродонтными зубами. Зубы ящериц обычно приспособлены для захвата, разрывания или размалывания пищи, у варанов — для ее разрезания.
Ядовитыми ящерицами являются многие виды из группы Toxicofera, включая многих игуанообразных и варанов. Однако, по-настоящему используют яд при охоте или самообороне только ядозубы: жилатье (Heloderma suspectum) и эскорпион (Heloderma horridum). Их зубы имеют желоба, анатомически несвязанные с ядовитыми железами, которые располагаются под языком. Яд стекает по желобам зубов и проникает в кожу жертвы во время укуса. Симптомы отравления включают в себя боль, понижение артериального давления, учащенное сердцебиение, тошноту и рвоту. Антидота не существует.
Язык ящериц отличается по форме и размерам у разных видов. Чаще всего он подвижный и легко вытягивается из ротовой полости. Вкусовые бугорки развиты у ящериц с мягким языком и отсутствуют у видов, чей язык покрыт кератином, например, у варанов. Вкусовые бугорки есть также в глотке. Ящерицы с сильно раздвоенным языком (вараны и тегу) выдвигают его, чтобы доставлять молекулы пахучих веществ к вомероназальному (якобсонову) органу обоняния. Язык играет важную роль в добыче пищи у хамелеонов. У зеленых игуан кончик языка ярко-красный. Это не является признаком патологии. Парные якобсоновы органы открываются небольшими отверстиями в передней внутренней части верхней челюсти, а сразу за ними располагаются внутренние ноздри.
Желудок ящериц простой, J-образной формы. Заглатывание камней для пищеварения не является нормальным.
Слепая кишка присутствует у многих видов. Толстый кишечник имеет тонкие стенки и меньше мышечных волокон, чем желудок и тонкий кишечник.
Многие растительноядные виды имеют ободочную кишку, разделенную на камеры для более полного ферментирования пищевых масс. Для таких видов характерна относительно высокая оптимальная температура окружающей среды, которая необходима для поддержания микробной активности. К таким ящерицам относится и зеленая игуана.
Клоака разделена на три части: копродеум, уродеум и проктодеум. Анальное отверстие у ящериц поперечное.

### Мочеполовая система
Почки ящериц метанефрические и располагаются в задней части полости тела или в глубине тазового канала, в зависимости от вида. Вследствие этого, увеличение почек по каким-либо причинам может привести к закупорке ободочной кишки, которая проходит точно между ними.
Задний конец почек у некоторых гекконов, сцинков и игуан различается в зависимости от пола. Эта область называется половым сегментом. Во время брачного сезона эта часть почки увеличивается в размерах и способствует производству семенной жидкости. Цвет полового сегмента также может меняться.
Азотсодержащие отходы обмена веществ удаляются из организма в виде мочевой кислоты, мочевины или аммиака. Почки рептилий состоят из относительно небольшого числа нефронов, не имеют лоханки и петли Генле и не способны концентрировать мочу. Тем не менее, вода может всасываться обратно из мочевого пузыря, что приводит к выделению концентрированной мочи. Выделение мочевины и аммиака сопровождается значительными потерями воды, поэтому таким образом удаляются отходы только у водных и полуводных видов. Пустынные виды выделяют нерастворимую мочевую кислоту.
Тонкостенный мочевой пузырь есть почти у всех ящериц. В случаях, когда его нет, моча накапливается в задней части ободочной кишки. Поскольку моча оттекает из почек через уретру в клоаку перед тем, как попасть в мочевой пузырь (или ободочную кишку), она не стерильна, как у млекопитающих. Состав мочи может меняться внутри мочевого пузыря, поэтому результаты ее анализа не так достоверно отражают функцию почек, как у млекопитающих. Камни в мочевом пузыре могут образовываться в результате чрезмерных потерь воды или рациона, богатого белками. Камни обычно одиночные, с гладкими краями, слоистые и крупные.
Брачный сезон определяется длиной светового дня, температурой, влажностью и доступностью пищи. У самцов в зависимости от полового сезона могут значительно увеличиваться семенники. Самцы зеленых игуан в брачный период становятся более агрессивными.
Оплодотворение внутреннее. Самцы ящериц имеют парные гемипенисы, в которых отсутствует пещеристая ткань. В покое они находятся в ввернутом положении в основании хвоста и могут образовывать заметные бугорки. Гемипенисы используются только для размножения и не участвуют в мочеиспускании.
Самки ящериц имеют парные яичники и яйцеводы, которые открываются в клоаку. Задержка кладки может быть преовуляторной, когда не происходит овуляция и зрелые фолликулы остаются в яичниках, и постовуляторной, когда яйца задерживаются в яйцеводах.
Определение пола у молодых особей затруднено, у большинства взрослых наблюдается половой диморфизм. Взрослые самцы игуан имеют крупные спинные гребни, подгрудки и бугорки гемипенисов в основании хвоста. Самцы хамелеонов часто имеют выраженные украшения на голове в форме рогов или гребней. Самцы других ящериц часто имеют крупные головы, тело, яркие расцветки.
Бедренные и преклоакальные поры самцов крупнее, чем у самок. Это, пожалуй, самое достоверное средство определения пола взрослых ящериц. Секс-пробы могут использоваться у игуан и варанов, но с меньшей достоверностью, чем у змей. Введение солевого раствора в основание хвоста для выворачивания гемипенисов должно производиться с большой осторожностью, чтобы не травмировать гемипенисы. Частым осложнением являются некрозы. Этот метод применяется в основном у видов, определение пола у которых другими методами затруднено — тегу, крупных сцинков и ядозубов. Гемипенисы можно вывернуть у самцов под анестезией, надавливая на основание хвоста сразу за клоакой. Гемипенисы варанов многих видов кальцифицированы и могут быть различимы на рентгеновских снимках. Для определения пола можно сделать эноскопию, чтобы рассмотреть половые железы. Ультразвуковое исследование позволяет обнаружить половые железы в полости тела или наличие или отсутствие гемипенисов в основании хвоста.
Ящерицы могут быть яйцекладущими, яйцеживородящими (когда яйца остаются в теле самки до момента рождения), живородящими (с плацентарным типом или циркуляторной связью) и размножаться партеногенезом. Некоторые популяции видов семейства настоящих ящериц (ряд видов из рода Lacerta) и ящериц-бегунов (Сnemidophorus) состоят только из особей женского пола, размножающихся партеногенезом.

### Нервная система
Мозг нептичьих рептилий более развит, чем у амфибий и рыб, хотя имеет небольшие размеры — не более 1 % массы тела. Имеется 12 пар черепно-мозговых нервов. Отличие позвоночного столба рептилий от млекопитающих в том, что у первых спинной мозг продолжается вплоть до кончика хвоста.

### Органы чувств

#### Ухо
Ухо выполняет функции слуха и поддержания равновесия. Тимпаническая мембрана обычно видима внутри небольших углублений по сторонам головы. Она покрыта кожей, верхний слой которой меняется во время линьки. У некоторых видов, например, у безухой ящерицы (Holbrookia maculata), тимпаническая мембрана покрыта чешуйчатой кожей и не просматривается. У рептилий есть только две слуховые кости: стремечко и его хрящевой отросток. Евстахиевы трубы соединяют полости среднего уха и глотку.

#### Глаза
Строение глаза рептилий сходно с таковым у других позвоночных. Радужка содержит поперечно-полосатые, а не гладкие, мышечные волокна, поэтому обычные мидриатики не оказывают действия.
Зрачок обычно круглый и относительно неподвижный у дневных видов и имеет вид вертикальной щели у ночных. Зрачок многих гекконов имеет зазубренные края, что заметно при его полном сужении. Изображение у них многократно накладывается на сетчатку, что позволяет гекконам видеть даже при очень слабом освещении. Хрусталик не двигается, его форма меняется под действием мышечных волокон реснитчатого тела.
Зрачковый рефлекс отсутствует. В роговице нет десцеметовой мембраны.
Веки обычно присутствуют, кроме некоторых гекконов и сцинков рода Аblepharus, веки которых сросшиеся и прозрачные, как у змей. Нижнее веко более подвижно, оно и закрывает глаз при необходимости. У некоторых ящериц оно может быть прозрачно, что позволяет им видеть, при этом обеспечивая защиту глаз. Мигательная перепонка обычно присутствует.
Сетчатка относительно бессосудистая, но содержит сосочковое тело — крупное сплетение сосудов, проваливающееся в стекловидное тело.
У некоторых видов хорошо развит «третий глаз», расположенный на верхней части головы. Это глаз, в котором есть сетчатка и аналог хрусталика, и который соединен нервами с мозгом. Этот орган играет роль в продукции гормонов, терморегуляции и не формирует изображения.

### Особенности скелета ящериц
Многие ящерицы способны к аутотомии — отбрасыванию хвоста. Хвост зачастую окрашен ярко, чтобы привлечь внимание хищника именно к нему. У таких ящериц есть вертикальные плоскости разлома из хрящевой или соединительной ткани в теле и части нервных дуг в хвостовых позвонках. У игуан эта ткань с возрастом окостеневает, и хвост становится более прочным. Отросший заново хвост имеет обычно более темный окрас, измененный рисунок чешуй и форму.
Ребра обычно есть на всех позвонках, кроме хвостовых.

### Эндокринная система
Уровень половых гормонов определяется длиной светового дня, температурой и сезонными циклами.
Щитовидная железа в зависимости от вида может быть одиночной, двудольчатой или парной и отвечает за линьку. Парные паращитовидные железы контролируют уровень кальция и фосфора в плазме крови.
Надпочечники расположены в связке семенника и не должны быть удалены в месте с ним во время кастрации.
Поджелудочная железа рептилий выполняет экзокринную и эндокринную функции. Бета-клетки производят инсулин, но диабет у ящериц встречается редко и обычно связан с каким-либо другим системным заболеванием. Инсулин и глюкагон контролируют уровень сахара в плазме крови.

## Питание
Большинство ящериц — плотоядны. Мелкие и средней величины виды питаются в основном различными беспозвоночными: насекомыми, паукообразными, моллюсками, червями. Крупные, истинно хищные ящерицы (вараны, тегу) нападают на небольших позвоночных: других ящериц, лягушек, змей, мелких млекопитающих и птиц, а также поедают яйца птиц и рептилий. Наиболее крупная современная ящерица — комодский варан (Varanus komodoensis) — нападает на таких крупных животных, как олени, дикие свиньи и азиатские буйволы. Некоторые плотоядные виды ящериц являются стенофагами, то есть специализируются на поедании какого-либо определённого вида корма. Например, молох (Moloch horridus) питается только муравьями, а розовоязыкий сцинк (Hemisphaeriodon gerrardii) в природе поедает исключительно наземных моллюсков.
Некоторые крупные игуановые, агамовые и сцинковые ящерицы являются полностью или почти полностью растительноядными. Такие виды поедают плоды, листья, молодые побеги и цветы растений. Однако у некоторых видов молодые животные могут питаться насекомыми, по мере взросления переходя на растительный корм.
Среди ящериц много всеядных видов, которые используют как животные, так и растительные корма (например, исполинские сцинки, многие агамы). Мадагаскарские дневные гекконы, помимо насекомых, охотно поедают нектар и пыльцу цветов и мякоть сочных спелых фруктов. Даже среди варанов, подавляющее большинство которых — хищники, есть исключения — смарагдовый варан и варан Грея могут употреблять фрукты. Ящерицы тегу являются всеядными, и могут как хищничать, как питаться падалью и насекомыми, так и растительным кормом.
Причина к преимущественной плотоядности у рептилий кроется в занимаемых ими экологических нишах, свободных от птиц или млекопитающих. Кроме того, холоднокровным животным энергетически более выгодно поедать калорийную и легкоусвояемую животную пищу. Среди амфибий, например, вообще нет растительноядных или всеядных животных. Но рептилии, хоть и являются холоднокровными, всё же обладают более активным и совершенным метаболизмом и терморегуляцией, что позволяет также включать в рацион и успешно переваривать растительную пищу.

## Эволюция и филогенез

### Ископаемые
По одной из версий, самым древним обнаруженным ископаемым экземпляром ящерицы является представитель группы Iguania Tikiguania estesi, обнаруженный в Индии в слоях, датируемых триасовым периодом (возраст около 220 миллионов лет). Но схожесть Tikiguania с современными агамами породила сомнения относительно её возраста. Есть версия, что эти ископаемые остатки относятся к позднему третичному или даже четвертичному периоду, а в триасовых породах они оказались из-за перемешивания этих пород с более новыми.

## Классификация
Традиционно в подотряде ящериц выделяется 6 инфраотрядов с 37 семействами:
- Инфраотряд  Iguania — Игуанообразные
  1. Семейство Agamidae — Агамовые
  2. Семейство Chamaeleonidae — Хамелеоны
  3. Семейство Corytophanidae
  4. Семейство Crotaphytidae — Ошейниковые игуаны
  5. Семейство Dactyloidae
  6. Семейство Hoplocercidae
  7. Семейство Iguanidae — Игуановые
  8. Семейство Leiocephalidae — Масковые игуаны
  9. Семейство Leiosauridae
  10. Семейство Liolaemidae
  11. Семейство Opluridae
  12. Семейство Phrynosomatidae
  13. Семейство Polychrotidae — Анолисовые
  14. Семейство Tropiduridae
- Инфраотряд Gekkota — Гекконообразные
  - Семейство Gekkonidae — Гекконовые
  - Семейство Carphodactylidae
  - Семейство Diplodactylidae
  - Семейство Eublepharidae — Эублефаровые
  - Семейство Phyllodactylidae
  - Семейство Sphaerodactylidae
  - Семейство Pygopodidae — Чешуеноги
- Инфраотряд Scincomorpha — Сцинкообразные
  - Семейство Cordylidae — Поясохвосты
  - Семейство Gerrhosauridae — Геррозавры
  - Семейство Gymnophthalmidae
  - Семейство Teiidae — Тейиды
  - Семейство Lacertidae — Настоящие ящерицы
  - Семейство Scincidae — Сцинковые
  - Семейство Xantusiidae — Ночные ящерицы
- Инфраотряд Diploglossa — Веретеницеобразные
  - Семейство Anguidae — Веретенициевые
  - Семейство Anniellidae — Безногие ящерицы
  - Семейство Xenosauridae — Ксенозавры
- Инфраотряд Dibamia
  - Семейство Dibamidae — Червеобразные ящерицы
- Инфраотряд Varanoidea — Варанообразные (= Platynota)
  - Семейство Helodermatidae — Ядозубы
  - Семейство Lanthanotidae — Безухие вараны
  - Семейство Varanidae — Вараны
  - Семейство † Mosasauridae — Мозазавры
- Надсемейство Shinisauroidea
  - Семейство Shinisauridae

## В культуре
- В западноевропейском искусстве ящерица являлась атрибутом персонифицированной Логики (как одного из Семи свободных искусств)[8].
- Также её избрал в качестве своей эмблемы мантуанский герцог Федерико II Гонзага. Изображение сопровождал девиз Quod huic deest me torquet («Меня гнетет то, что ей не достает»), намекавший на предмет его страсти[8].
- См. также саламандра.
- В русской литературе ящерица — Хозяйка Медной горы — одна из главных героев сказов Бажова.
- Ящерка Билль — персонаж «Алисы в Стране чудес» Льюиса Кэрролла.
- Доктор Курт Коннорс, персонаж комиксов о Человеке-пауке, после неудачно проведённого эксперимента по вживлению клеток ящерицы превращается в Ящера.